# Lourdoueix-Saint-Pierre
Lourdoueix-Saint-Pierre (1801 noch mit der Schreibweise Lardoux-Saint-Pierre) ist eine französische Gemeinde im Departement Creuse in der Region Nouvelle-Aquitaine. Die Gemeinde mit 720 Einwohnern (Stand 1. Januar 2022) gehört zum Arrondissement Guéret und zum Gemeindeverband Portes de la Creuse en Marche.

## Geografie
Das fast 45 km² große Gemeindegebiet von Lourdoueix-Saint-Pierre reicht von der Grenze zum Département Indre im Norden bis zum Fluss Creuse im Südwesten.
Nachbargemeinden von Lourdoueix-Saint-Michel sind Aigurande im Norden, La Forêt-du-Temple im Nordosten, Mortroux im Osten, Linard-Malval mit Linard im Südosten, Chéniers im Süden, Chambon-Sainte-Croix, Fresselines und Nouzerolles im Südwesten sowie Méasnes im Westen.

## Bevölkerungsentwicklung
| Jahr      | 1962 | 1968 | 1975 | 1982 | 1990 | 1999 | 2010 | 2021 |
| --------- | ---- | ---- | ---- | ---- | ---- | ---- | ---- | ---- |
| Einwohner | 1327 | 1425 | 1266 | 1100 | 1034 | 923  | 804  | 724  |

Im Jahr 1846 wurde mit 2237 Bewohnern die bisher höchste Einwohnerzahl ermittelt. Die Zahlen basieren auf den Daten von cassini.ehess und INSEE.

## Sehenswürdigkeiten
- Schloss Vost mit Ursprung im 14. Jahrhundert
- Kirche Saint-Pierre-ès-Liens aus dem 15. Jahrhundert
- Kapelle Sainte-Madeleine im Ortsteil Lignaud aus dem 13. Jahrhundert, im 18. Jahrhundert umgebaut

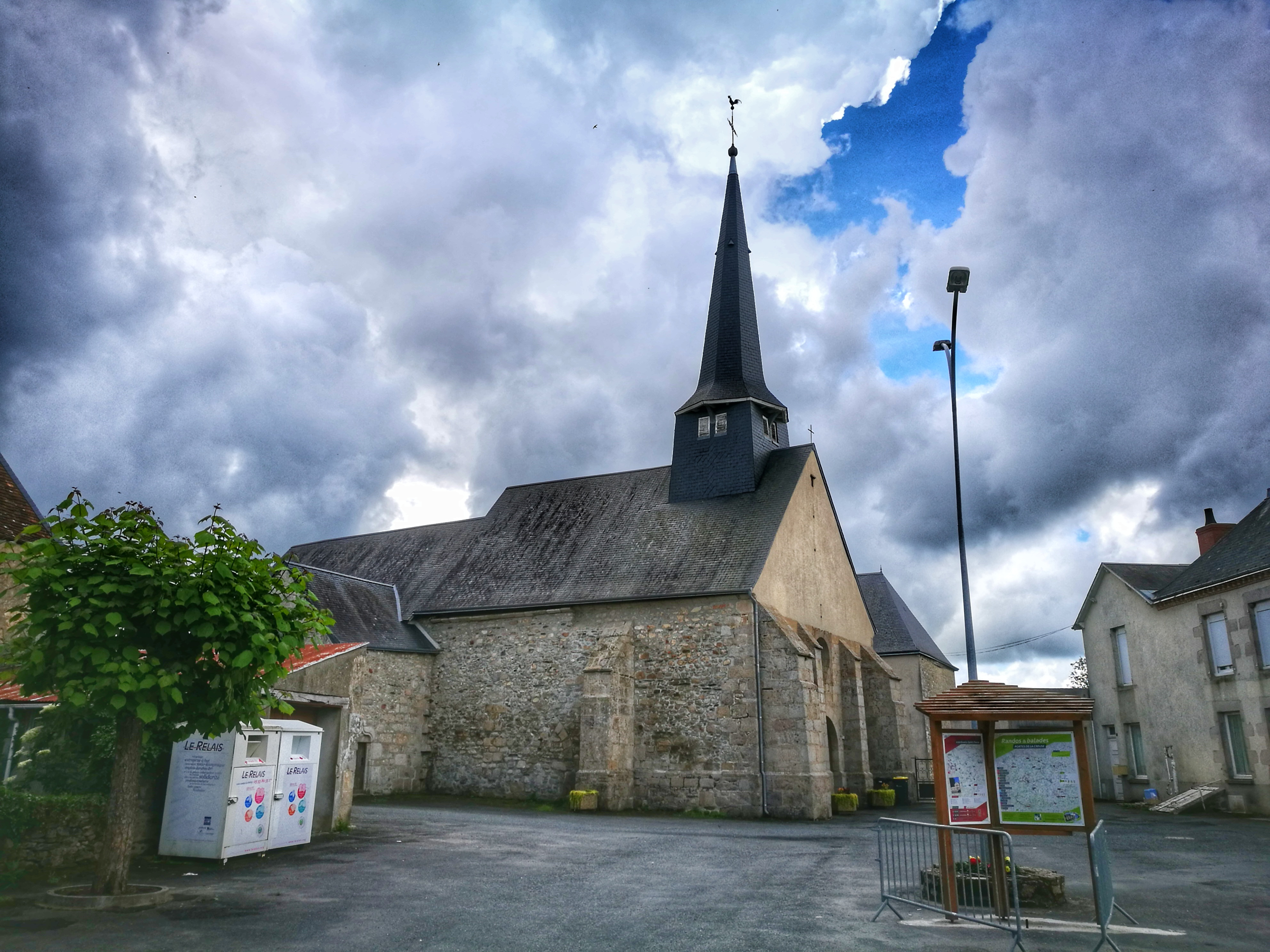
Kirche Saint-Pierre-ès-Liens

cassini.ehess

## Wirtschaft und Infrastruktur
In der großflächigen Gemeinde sind 70 Landwirtschaftsbetriebe ansässig (Getreide- und Gemüseanbau, Milchwirtschaft, Zucht von Pferden, Rindern, Schafen und Ziegen, Schweinehaltung).
Lourdoueix-Saint-Pierre liegt an der Fernstraße D 951 von Aigurande nach La Souterraine. Der nächste Autobahnanschluss befindet sich 30 Kilometer westlich nahe Saint-Benoît-du-Sault an der Autoroute A20.

## Belege
1. ↑  Ortsname auf cassini.ehess.fr
2. ↑  Lourdoueix-Saint-Pierre auf cassini.ehess
3. ↑  Lourdoueix-Saint-Pierre auf INSEE
4. ↑  Landwirtschaftsbetriebe auf annuaire-mairie.fr (französisch)